# Manila Challenger 1992
Il Manila Challenger 1992 è stato un torneo di tennis facente parte della categoria ATP Challenger Series nell'ambito dell'ATP Challenger Series 1992. Il torneo si è giocato a Manila nelle Filippine dal 2 all'8 novembre 1992 su campi in cemento.

## Vincitori

### Singolare
Richard Fromberg ha battuto in finale  Neil Borwick con il punteggio di 7–6, 6–4

### Doppio
Richard Fromberg /  Steve Guy hanno battuto in finale  Massimo Ardinghi /  Mario Visconti con il punteggio di 6–3, 6–4